# Grecia en los Juegos Olímpicos de Berlín 1936
Grecia estuvo representada en los Juegos Olímpicos de Berlín 1936 por un total de 41 deportistas que compitieron en 7 deportes.  
El portador de la bandera en la ceremonia de apertura fue el atleta Ioannis Skiadas. El equipo olímpico griego no obtuvo ninguna medalla en estos Juegos.